# Stegana xuei
Stegana xuei är en tvåvingeart som beskrevs av Hu och Masanori Joseph Toda 1994. Stegana xuei ingår i släktet Stegana och familjen daggflugor. Inga underarter finns listade i Catalogue of Life.